# Bonne Bell
Bonne Bell es una compañía estadounidense de cosméticos. Fue fundada en 1927 en Cleveland, Ohio, por un vendedor de cosméticos llamado Jesse Bell, quien llamó así a la compañía por la heroÍna de la novela de Emerson Hough, The Man Next Door. La compañía llegó a ser conocida por su astringente de alcanfor llamado loción 10-0-6. Originalmente fue comercializado como un "tónico para la piel multiusos", para convertirse en un popular tratamiento para el acné y elaborarse nuevas fórmulas para piel seca y grasa. La producción de la loción 10-0-06 se suspendió en 1998, pero fue relanzado como "Ten-O-Six" y está disponible por varios minoristas en línea. Bonne Bell también extendió su gama de productos a los productos de maquillaje, el más famoso de estos es el "Lip Smackers".

## Lip Smackers
En 1973, Bonne Bell introdujo al mercado un brillo para labios con sabor llamado "Lip Smackers", siendo su primer sabor el de fresa. Lip Smackers también se fabrica con sabores de frutas, caramelo o refresco y algunas de sus variedades son de colores y con brillos. Hay otras variaciones como "Lip D'Votion" y "Lip Lix", con coloración extra.
- Datos: Q4942162